# Chloe Wilcox
Chloe Wilcox (nacida el 20 de diciembre de 1986, Carlisle) es una jugadora de waterpolo británica. Compitió para Gran Bretaña en el Torneo femenino de waterpolo en los Juegos Olímpicos de 2012. Este fue el primer equipo femenino de waterpolo de Gran Bretaña. También representó a Gran Bretaña en los Campeonatos Mundiales de 2013. Juega para el club español CN Mataró en el División de Honor de Waterpolo.